# Siphocampylus decumbens
Siphocampylus decumbens là loài thực vật có hoa trong họ Hoa chuông. Loài này được (Rich. ex Schult.) Juss. ex A.DC. miêu tả khoa học đầu tiên năm 1839.